# Cerapachys opacus
Cerapachys opacus är en myrart som beskrevs av Carlo Emery 1901. Cerapachys opacus ingår i släktet Cerapachys och familjen myror. Inga underarter finns listade i Catalogue of Life.